# Apollo (mopedmärke)
För andra betydelser, se Apollo.
Apollo var ett moped-, motorcykel- och cykelfabrikat som tillverkades av M. Berlin & Co i Värnamo. Företaget grundades 1934 och var ett av de många företag som efter att mopedlagens införande 1952 började tillverka mopeder. 
År 1956 blev företaget uppköpt av Nymanbolagen, Apollomärket levde kvar efter uppköpet, men blev snart enbart ett varumärke för Nymanbolagens produkter. Bara fyra år senare, 1960, blev NV uppköpta av Monarkkoncernen och de gamla varumärkena fasades successivt ut.
Idag ägs märket av Bike Action AB. De typer som tillverkas idag är: hybrid-, standard-, junior- och barncyklar. 